# Käre John
Pour plus de détails, voir Fiche technique et Distribution.
Käre John  est un film suédois de Lars-Magnus Lindgren réalisé en 1964.

## Fiche technique
- Titre : Käre John
- Réalisation : Lars-Magnus Lindgren
- Scénario : Lars-Magnus Lindgren d'après le roman d'Olle Länsberg
- Production : Göran Lindgren
- Musique : Bengt-Arne Wallin
- Noir et Blanc, Mono
- Genre : Drame et romance
- Pays :  Suède
- Durée : 115 min
- Date de sortie : 1964

## Distribution
- Jarl Kulle : John Berndtsson
- Christina Schollin : Anna
- Helena Nilsson : Helena
- Erik Hell : Yngve Lindgren
- Emy Storm : Karin Lindgren
- Morgan Anderson : Raymond